# Mahananda
Die Mahananda ist ein ca. 360 km langer linker Nebenfluss des Ganges in Indien und in Bangladesch. Ihr Einzugsgebiet umfasst insgesamt ca. 20.600 km², wovon ungefähr 11.530 km² in Indien liegen.

## Verlauf
Die Mahananda entspringt in den Siwaliks, den niedrigeren Vorgebirgsketten des Himalaya im Gebiet von Darjeeling östlich der Stadt Kurseong im indischen Bundesstaat Westbengalen. Der Fluss verlässt das Bergland in südlicher Richtung und erreicht die Gangesebene. Dort wendet er sich nach Südwesten und durchfließt die Großstadt Siliguri. Anschließend mündet der Balason rechtsseitig in den Fluss; später fließen ihr die Jhora und die Chenga von Westen her zu. Die Mahananda wendet sich allmählich nach Süden. Der Mechi und der Kankai, beide aus Nepal kommend, fließen rechtsseitig dem Fluss zu. 
Die Mahananda strömt im Unterlauf als Fulahar entlang der Westgrenze des Distrikts Malda und mündet bei Manikchak in den Ganges. Der historische Flusslauf der Mahananda, über welchen heute nur noch ein kleiner Teil des Flusswassers fließt, führt durch die Stadt Malda (heute: English Bazar) und überquert die Grenze nach Bangladesch. Die Mündung in den Ganges (hier auch Padma genannt) liegt im Distrikt Nawabganj oberhalb von Godagari.